# Selección de netball de Nueva Zelanda
Los Helechos Plateados (Silver Ferns) es la selección de netball de Nueva Zelanda, se llaman así por el Árbol Helecho de Nueva Zelanda (Cyathea dealbata), típico de ese país. Junto con Australia, su gran rival, es el mejor equipo de netball del mundo. Ellas ganaron los Juegos de la Mancomunidad de 2006 en Melbourne, Australia.

## Resultados en el Campeonato Mundial de Netball
| Año(s) | Resultado |
| ------ | --------- |
| 2007   | Segundo   |
| 2003   | Primero   |
| 1999   | Segundo   |
| 1995   | Tercero   |
| 1991   | Segundo   |
| 1987   | Primero   |
| 1983   | Segundo   |
| 1979   | Primero   |
| 1975   | Tercero   |
| 1971   | Segundo   |
| 1967   | Primero   |
| 1963   | Segundo   |